# Intruso
Intruso é um filme de longa-metragem de 2009, dirigido por Paulo Fontenelle.

## Sinopse
Uma família é obrigada a receber em casa um visitante desconhecido. Todos tentam seguir suas vidas normalmente, mas a chegada desse hóspede exige que certas regras sejam seguidas. Ninguém pode deixar a casa. Os membros da família que quebram as regras são punidos e ninguém pode ajudá-los.

## Elenco
- Eriberto Leão...Intruder
- Danton Mello... Pedro
- Juliana Knust...Sabrina
- Lu Grimaldi...Virna
- Genésio de Barros...Joel
- Karla Muga...Ana
- Charles Daves...Ricardo
- Ingrid Clemente...Yasmin